# Merry Christmas (album của Mariah Carey)
Merry Christmas là album phòng thu thứ tư và album Giáng sinh đầu tiên của ca sĩ người Mỹ Mariah Carey, phát hành ngày 28 tháng 10 năm 1994 bởi Columbia Records. Được ra mắt giữa thời kỳ đỉnh cao sự nghiệp của Carey sau thành công toàn cầu của album thứ ba Music Box (1993), dự án chỉ được thông báo trước khi phát hành một tháng và gây bất ngờ cho giới chuyên môn. Với mong muốn tạo nên một đĩa nhạc pha trộn giữa những bản nhạc sâu lắng cũng như vui vẻ cho dịp lễ, Merry Christmas bao gồm những tác phẩm Giáng sinh kinh điển được nữ ca sĩ hát lại và ba sáng tác mới. Carey kết hợp với cộng tác viên quen thuộc trong hai album trước Walter Afanasieff, người đồng sáng tác tất cả những bản nhạc gốc và sản xuất những bản hát lại, dựa trên những diễn giải ban đầu của cô. Ngoài ra, nữ ca sĩ cũng đồng sản xuất một số bài hát mang âm hưởng phúc âm với Loris Holland. Năm 2010, Carey phát hành phần tiếp theo của đĩa nhạc, mang tên Merry Christmas II You.
Sau khi phát hành, Merry Christmas đa phần nhận được những phản ứng tích cực từ các nhà phê bình âm nhạc, những người đánh giá cao chất giọng đầy cảm xúc của Carey và gọi đây là "đĩa nhạc hay nhất" của cô cho đến nay, nhưng vấp phải quan điểm trái chiều về chủ đề Giáng sinh hiện đại của album. Đĩa nhạc cũng gặt hái những thành công lớn về mặt thương mại, đứng đầu bảng xếp hạng tại Nhật Bản và là album bán chạy thứ tư của một nghệ sĩ hát đơn không phải Châu Á tại đây, đồng thời lọt vào top 10 ở 18 quốc gia khác, bao gồm vươn đến top 5 tại những thị trường lớn như Úc, Áo, Canada, Đan Mạch, Hà Lan, Đức, Ý, Na Uy, Thụy Điển và Thụy Sĩ. Merry Christmas đạt vị trí thứ ba trên bảng xếp hạng Billboard 200 tại Hoa Kỳ, trở thành album thứ năm liên tiếp của Carey vươn đến top 5 và được chứng nhận chín đĩa Bạch kim bởi Hiệp hội Công nghiệp Ghi âm Hoa Kỳ (RIAA), và là một trong những album Giáng sinh bán chạy nhất tại đây.
Ba đĩa đơn thương mại và hai đĩa đơn quảng bá đã được phát hành từ Merry Christmas. Đĩa đơn chủ đạo "All I Want for Christmas Is You" được nhìn nhận như tác phẩm thành công nhất trong sự nghiệp của Carey, phá vỡ nhiều kỷ lục trên toàn thế giới và đứng đầu bảng xếp hạng tại hơn 25 quốc gia, cũng như trở thành đĩa đơn quán quân thứ 19 của cô trên bảng xếp hạng  Billboard Hot 100. Đây là đĩa đơn Giáng sinh bán chạy nhất của một nghệ sĩ nữ, đồng thời là một trong những đĩa đơn bán chạy nhất mọi thời đại, bán được hơn 16 triệu bản trên toàn cầu. Để quảng bá album, Carey thực hiện một buổi hòa nhạc trực tiếp tại Nhà thờ St. John the Divine vào ngày 8 tháng 12 năm 1994, và thực hiện những chuyến lưu diễn Giáng sinh All I Want for Christmas Is You: A Night of Joy and Festivity và Mariah Carey's Christmas Time. Kể từ khi phát hành, Merry Christmas đã bán được hơn 18 triệu bản trên toàn cầu, trở thành một trong những album nhạc lễ bán chạy nhất lịch sử và là một trong những album bán chạy nhất của nghệ sĩ nữ. 

## Danh sách bài hát
Tất cả bản nhạc đều được sản xuất bởi Walter Afanasieff và Mariah Carey, ngoại trừ một số ghi chú khác.
| Merry Christmas – Phiên bản tiêu chuẩn | Merry Christmas – Phiên bản tiêu chuẩn                      | Merry Christmas – Phiên bản tiêu chuẩn                             | Merry Christmas – Phiên bản tiêu chuẩn | Merry Christmas – Phiên bản tiêu chuẩn |
| STT                                    | Nhan đề                                                     | Sáng tác                                                           | Sản xuất                               | Thời lượng                             |
| -------------------------------------- | ----------------------------------------------------------- | ------------------------------------------------------------------ | -------------------------------------- | -------------------------------------- |
| 1.                                     | "Silent Night"                                              | Franz Xaver Gruber                                                 | Mariah Carey Loris Holland             | 3:39                                   |
| 2.                                     | "All I Want for Christmas Is You"                           | Carey Walter Afanasieff                                            |                                        | 4:01                                   |
| 3.                                     | "O Holy Night"                                              | Adolphe Adam                                                       |                                        | 4:27                                   |
| 4.                                     | "Christmas (Baby Please Come Home)"                         | Phil Spector Jeff Barry Ellie Greenwich                            |                                        | 2:33                                   |
| 5.                                     | "Miss You Most (At Christmas Time)"                         | Carey Afanasieff                                                   |                                        | 4:32                                   |
| 6.                                     | "Joy to the World"                                          | Truyền thống ( George Frideric Handel , Lowell Mason ) Hoyt Axton  |                                        | 4:18                                   |
| 7.                                     | "Jesus Born on This Day"                                    | Carey Afanasieff                                                   |                                        | 3:41                                   |
| 8.                                     | "Santa Claus Is Comin' to Town"                             | John Frederick Coots Haven Gillespie                               |                                        | 3:24                                   |
| 9.                                     | "Hark! The Herald Angels Sing" / "Gloria (In Excelsis Deo)" | Bài đầu tiên: Cummings sau Mendelssohn / Bài thứ hai: Truyền thống | Afanasieff Carey Holland [a]           | 2:59                                   |
| 10.                                    | "Jesus Oh What a Wonderful Child"                           | Truyền thống                                                       | Afanasieff Carey Holland [a]           | 4:26                                   |
| Tổng thời lượng:                       | Tổng thời lượng:                                            | Tổng thời lượng:                                                   | Tổng thời lượng:                       | 38:00                                  |

| Merry Christmas – Phiên bản quốc tế/DualDisc/Cao cấp kỷ niệm 25 năm (bản nhạc bổ sung) | Merry Christmas – Phiên bản quốc tế/DualDisc/Cao cấp kỷ niệm 25 năm (bản nhạc bổ sung) | Merry Christmas – Phiên bản quốc tế/DualDisc/Cao cấp kỷ niệm 25 năm (bản nhạc bổ sung) | Merry Christmas – Phiên bản quốc tế/DualDisc/Cao cấp kỷ niệm 25 năm (bản nhạc bổ sung) |
| STT                                                                                    | Nhan đề                                                                                | Sáng tác                                                                               | Thời lượng                                                                             |
| -------------------------------------------------------------------------------------- | -------------------------------------------------------------------------------------- | -------------------------------------------------------------------------------------- | -------------------------------------------------------------------------------------- |
| 11.                                                                                    | "God Rest Ye Merry, Gentlemen"                                                         | Truyền thống                                                                           | 1:19                                                                                   |
| Tổng thời lượng:                                                                       | Tổng thời lượng:                                                                       | Tổng thời lượng:                                                                       | 39:19                                                                                  |

| Merry Christmas – Phiên bản DualDisc năm 2005 (bản nhạc bổ sung) | Merry Christmas – Phiên bản DualDisc năm 2005 (bản nhạc bổ sung) | Merry Christmas – Phiên bản DualDisc năm 2005 (bản nhạc bổ sung) | Merry Christmas – Phiên bản DualDisc năm 2005 (bản nhạc bổ sung) |
| STT                                                              | Nhan đề                                                          | Sáng tác                                                         | Thời lượng                                                       |
| ---------------------------------------------------------------- | ---------------------------------------------------------------- | ---------------------------------------------------------------- | ---------------------------------------------------------------- |
| 12.                                                              | "Santa Claus Is Comin' to Town" (Anniversary Mix)                | Coots Gillespie                                                  | 2:45                                                             |
| Tổng thời lượng:                                                 | Tổng thời lượng:                                                 | Tổng thời lượng:                                                 | 42:04                                                            |

| Merry Christmas – Phiên bản DualDisc năm 2005 (DVD kèm theo) | Merry Christmas – Phiên bản DualDisc năm 2005 (DVD kèm theo)   | Merry Christmas – Phiên bản DualDisc năm 2005 (DVD kèm theo) | Merry Christmas – Phiên bản DualDisc năm 2005 (DVD kèm theo) |
| STT                                                          | Nhan đề                                                        | Sáng tác                                                     | Thời lượng                                                   |
| ------------------------------------------------------------ | -------------------------------------------------------------- | ------------------------------------------------------------ | ------------------------------------------------------------ |
| 1.                                                           | "Santa Claus Is Comin' to Town" (Anniversary Mix)              | Coots Gillespie                                              |                                                              |
| 2.                                                           | "All I Want for Christmas Is You"                              | Afanasieff Carey                                             |                                                              |
| 3.                                                           | "Miss You Most (At Christmas Time)"                            | Afanasieff Carey                                             |                                                              |
| 4.                                                           | "All I Want for Christmas Is You" (J.D. Remix Animated)        | Afanasieff Carey                                             |                                                              |
| 5.                                                           | "Joy to the World" (Celebration Mix Video)                     | Truyền thống Axton                                           |                                                              |
| 6.                                                           | "O Holy Night"                                                 | Adolphe Adam                                                 |                                                              |
| 7.                                                           | "All I Want for Christmas Is You" (bản video trắng đen)        | Afanasieff Carey                                             |                                                              |
| 8.                                                           | "Joy to the World" (Trực tiếp tại Nhà thờ St. John the Divine) | Truyền thống Axton                                           |                                                              |

| Merry Christmas – Phiên bản giới hạn tại 7-Eleven năm 2005 | Merry Christmas – Phiên bản giới hạn tại 7-Eleven năm 2005 | Merry Christmas – Phiên bản giới hạn tại 7-Eleven năm 2005 | Merry Christmas – Phiên bản giới hạn tại 7-Eleven năm 2005 |
| STT                                                        | Nhan đề                                                    | Sáng tác                                                   | Thời lượng                                                 |
| ---------------------------------------------------------- | ---------------------------------------------------------- | ---------------------------------------------------------- | ---------------------------------------------------------- |
| 1.                                                         | "Silent Night"                                             | Gruber                                                     | 3:39                                                       |
| 2.                                                         | "All I Want for Christmas Is You"                          | Carey Afanasieff                                           | 4:01                                                       |
| 3.                                                         | "O Holy Night"                                             | Adam                                                       | 4:27                                                       |
| 4.                                                         | "Christmas (Baby Please Come Home)"                        | Spector Barry Greenwich                                    | 2:33                                                       |
| 5.                                                         | "Miss You Most (At Christmas Time)"                        | Carey Afanasieff                                           | 4:32                                                       |
| 6.                                                         | "Joy to the World"                                         | Truyền thống Axton                                         | 4:18                                                       |
| 7.                                                         | "Santa Claus Is Comin' to Town (Anniversary Mix)"          | Gillespie Coots                                            | 2:46                                                       |
| Tổng thời lượng:                                           | Tổng thời lượng:                                           | Tổng thời lượng:                                           | 26:16                                                      |

| Merry Christmas – Phiên bản độc quyền trên Google Play năm 2015 | Merry Christmas – Phiên bản độc quyền trên Google Play năm 2015                         | Merry Christmas – Phiên bản độc quyền trên Google Play năm 2015 | Merry Christmas – Phiên bản độc quyền trên Google Play năm 2015 |
| STT                                                             | Nhan đề                                                                                 | Sáng tác                                                        | Thời lượng                                                      |
| --------------------------------------------------------------- | --------------------------------------------------------------------------------------- | --------------------------------------------------------------- | --------------------------------------------------------------- |
| 11.                                                             | "All I Want for Christmas Is You (Mariah's New Dance Mix Edit 2009)" (Low Sunday Remix) | Carey Afanasieff                                                | 3:35                                                            |

| Merry Christmas – Phiên bản cao cấp kỷ niệm 25 năm (Đĩa 2) | Merry Christmas – Phiên bản cao cấp kỷ niệm 25 năm (Đĩa 2)                                              | Merry Christmas – Phiên bản cao cấp kỷ niệm 25 năm (Đĩa 2)            | Merry Christmas – Phiên bản cao cấp kỷ niệm 25 năm (Đĩa 2) |
| STT                                                        | Nhan đề                                                                                                 | Sáng tác                                                              | Thời lượng                                                 |
| ---------------------------------------------------------- | --- | --------------------------------------------------------------------- | ---------------------------------------------------------- |
| 1.                                                         | "Sugar Plum Fairy Introlude"                                                                            | Truyền thống                                                          | 0:44                                                       |
| 2.                                                         | "All I Want for Christmas Is You" (trực tiếp tại Nhà thờ St. John the Divine)                           | Afanasieff Carey                                                      | 5:06                                                       |
| 3.                                                         | "Silent Night" (trực tiếp tại Nhà thờ St. John the Divine)                                              | Gruber                                                                | 3:44                                                       |
| 4.                                                         | "Joy to the World" (trực tiếp tại Nhà thờ St. John the Divine)                                          | Truyền thống                                                          | 5:40                                                       |
| 5.                                                         | "Hark! The Herald Angels Sing" / "Gloria (In Excelsis Deo)" (trực tiếp tại Nhà thờ St. John the Divine) | Truyền thống                                                          | 3:03                                                       |
| 6.                                                         | "Jesus Born on This Day" (trực tiếp tại Nhà thờ St. John the Divine)                                    | Afanasieff Carey                                                      | 3:46                                                       |
| 7.                                                         | "Santa Claus Is Comin' to Town" (trực tiếp tại Nhà thờ St. John the Divine)                             | Truyền thống                                                          | 3:27                                                       |
| 8.                                                         | "Oh Santa!" (từ Merry Christmas II You, 2010)                                                           | Mariah Carey Jermaine Dupri Bryan-Michael Cox                         | 3:31                                                       |
| 9.                                                         | "Christmas Time Is in the Air Again" (từ Merry Christmas II You, 2010)                                  | Carey Marc Shaiman                                                    | 3:02                                                       |
| 10.                                                        | "When Christmas Comes" (với John Legend) (từ Merry Christmas II You)                                    | Carey James Poyser                                                    | 4:46                                                       |
| 11.                                                        | "The Star"                                                                                              | Carey Shaiman                                                         | 4:01                                                       |
| 12.                                                        | "Lil Snowman"                                                                                           | Carey Mason Jr. Brodie Marks                                          | 3:19                                                       |
| 13.                                                        | "Santa Claus Is Comin' to Town" (Anniversary Mix)                                                       | John Frederick Coots                                                  | 2:46                                                       |
| 14.                                                        | "All I Want for Christmas Is You" (So So Def Remix) (hợp tác với Jermaine Dupri và Bow Wow)             | Carey Afanasieff Baker Robie Bambaataa Allen Williams Huetter Schultz | 3:44                                                       |
| 15.                                                        | "All I Want for Christmas Is You" (Mariah's New Dance Mix Extended 2009)                                | Carey Afanasieff                                                      | 6:42                                                       |
| 16.                                                        | "Joy to the World" (Celebration Mix)                                                                    | Truyền thống                                                          | 8:00                                                       |
| 17.                                                        | "Joy to the World" (Flava Mix)                                                                          | Truyền thống                                                          | 7:06                                                       |
| 18.                                                        | "Sugar Plum Fairy Introlude" (Acapella)                                                                 | Truyền thống                                                          | 0:41                                                       |
| 19.                                                        | "All I Want for Christmas Is You" (trực tiếp tại Tokyo Dome – bản nhạc bổ sung tại Nhật Bản)            | Carey Afanasieff                                                      | 4:55                                                       |
| Tổng thời lượng:                                           | Tổng thời lượng:                                                                                        | Tổng thời lượng:                                                      | 78:02                                                      |

| Merry Christmas – Phiên bản kỷ niệm 30 năm | Merry Christmas – Phiên bản kỷ niệm 30 năm                                                              | Merry Christmas – Phiên bản kỷ niệm 30 năm | Merry Christmas – Phiên bản kỷ niệm 30 năm |
| STT                                        | Nhan đề                                                                                                 | Sáng tác                                   | Thời lượng                                 |
| ------------------------------------------ | --- | ------------------------------------------ | ------------------------------------------ |
| 12.                                        | "All I Want for Christmas Is You" (trực tiếp tại Nhà thờ St. John the Divine)                           | Carey Afanasieff                           | 5:05                                       |
| 13.                                        | "Silent Night" (trực tiếp tại Nhà thờ St. John the Divine)                                              | Gruber                                     | 3:43                                       |
| 14.                                        | "Joy to the World" (trực tiếp tại Nhà thờ St. John the Divine)                                          | Truyền thống                               | 5:39                                       |
| 15.                                        | "Hark! The Herald Angels Sing" / "Gloria (In Excelsis Deo)" (trực tiếp tại Nhà thờ St. John the Divine) | Truyền thống                               | 3:03                                       |
| 16.                                        | "Jesus Born on This Day" (trực tiếp tại Nhà thờ St. John the Divine)                                    | Afanasieff Carey                           | 3:40                                       |
| 17.                                        | "Santa Claus Is Comin' to Town" (trực tiếp tại Nhà thờ St. John the Divine)                             | Truyền thống                               | 2:48                                       |
| 18.                                        | "Hero" (trực tiếp tại Nhà thờ St. John the Divine)                                                      | Carey Afanasieff                           | 4:24                                       |
| 19.                                        | "Miss You Most (At Christmas Time)" (bản video)                                                         | Carey Afanasieff                           | 4:31                                       |

Ghi chú
- ^a  nghĩa là đồng sản xuất

Ghi chú nhạc mẫu
- "Joy to the World" chứa một phần nội dung từ "Joy to the World" của Three Dog Night (1971)

## Xếp hạng
| Bảng xếp hạng (1994–2024)                | Vị trí cao nhất |
| ---------------------------------------- | --------------- |
| Album Úc (ARIA)                          | 2               |
| Album Áo (Ö3 Austria)                    | 4               |
| Album Bỉ (IFPI Belgium)                  | 4               |
| Album Canada (Billboard)                 | 4               |
| Album Croatia (HDU)                      | 22              |
| Album Đan Mạch (Hitlisten)               | 4               |
| Album Hà Lan (Album Top 100)             | 2               |
| Album Estonia (Eesti Ekspress)           | 5               |
| Album Châu Âu (Music & Media)            | 9               |
| Album Phần Lan (Suomen virallinen lista) | 6               |
| Album Pháp (SNEP)                        | 44              |
| Album Đức (Offizielle Top 100)           | 2               |
| Album Hy Lạp (IFPI)                      | 9               |
| Album Hungaria (MAHASZ)                  | 5               |
| Album Iceland (Tónlist)                  | 1               |
| Album Ireland (OCC)                      | 29              |
| Album Ý (Musica e dischi)                | 3               |
| Album Nhật Bản (Oricon)                  | 1               |
| Album Latvia (LAIPA)                     | 1               |
| Album Lithuania (AGATA)                  | 1               |
| Album New Zealand (RMNZ)                 | 6               |
| Album Na Uy (VG-lista)                   | 4               |
| Album Ba Lan (ZPAV)                      | 12              |
| Album Bồ Đào Nha (AFP)                   | 9               |
| Album Scotland (OCC)                     | 63              |
| Album Hàn Quốc (Circle)                  | 33              |
| Album Tây Ban Nha (PROMUSICAE)           | 26              |
| Album Thụy Điển (Sverigetopplistan)      | 2               |
| Album Thụy Sĩ (Schweizer Hitparade)      | 4               |
| Album Anh Quốc (OCC)                     | 32              |
| Album Anh Quốc R&B (OCC)                 | 1               |
| Album Hoa Kỳ Billboard 200               | 3               |
| Album Hoa Kỳ Top Catalog (Billboard)     | 1               |
| Album Hoa Kỳ Top Holiday (Billboard)     | 1               |
| Album Hoa Kỳ Top R&B/Hip-Hop (Billboard) | 2               |

| Bảng xếp hạng (1994)                      | Vị trí |
| ----------------------------------------- | ------ |
| Album Úc (ARIA)                           | 11     |
| Album Hà Lan (Album Top 100)              | 19     |
| Album Nhật Bản (Oricon)                   | 11     |
| Album Na Uy Giáng sinh (VG-lista)         | 18     |
| Album Thụy Điển (Sverigetopplistan)       | 59     |
| Album Anh Quốc (OCC)                      | 187    |
| Bảng xếp hạng (1995)                      | Vị trí |
| Album Úc (ARIA)                           | 38     |
| Album Nhật Bản (Oricon)                   | 13     |
| Hoa Kỳ Billboard 200                      | 21     |
| Hoa Kỳ Top R&B/Hip-Hop Albums (Billboard) | 45     |
| Bảng xếp hạng (1996)                      | Vị trí |
| Album Úc (ARIA)                           | 55     |
| Hoa Kỳ Top Catalog Albums (Billboard)     | 2      |
| Bảng xếp hạng (1997)                      | Vị trí |
| Hoa Kỳ Top Catalog Albums (Billboard)     | 7      |
| Bảng xếp hạng (1998)                      | Vị trí |
| Hoa Kỳ Top Catalog Albums (Billboard)     | 38     |
| Bảng xếp hạng (1999)                      | Vị trí |
| Hoa Kỳ Top Catalog Albums (Billboard)     | 38     |
| Bảng xếp hạng (2000)                      | Vị trí |
| Hoa Kỳ Top Catalog Albums (Billboard)     | 46     |
| Bảng xếp hạng (2001)                      | Vị trí |
| Album Canada R&B (SoundScan)              | 179    |
| Bảng xếp hạng (2006)                      | Vị trí |
| Hoa Kỳ Top Catalog Albums (Billboard)     | 50     |
| Bảng xếp hạng (2007)                      | Vị trí |
| Hoa Kỳ Top R&B Catalog Albums (Billboard) | 16     |
| Bảng xếp hạng (2008)                      | Vị trí |
| Hoa Kỳ Top R&B Catalog Albums (Billboard) | 24     |
| Bảng xếp hạng (2013)                      | Vị trí |
| Hoa Kỳ Top Catalog Albums (Billboard)     | 41     |
| Bảng xếp hạng (2014)                      | Vị trí |
| Hoa Kỳ Top Catalog Albums (Billboard)     | 48     |
| Bảng xếp hạng (2016)                      | Vị trí |
| Hoa Kỳ Top Catalog Albums (Billboard)     | 46     |
| Bảng xếp hạng (2018)                      | Vị trí |
| Hoa Kỳ Top R&B/Hip-Hop Albums (Billboard) | 86     |
| Bảng xếp hạng (2019)                      | Vị trí |
| Hoa Kỳ Billboard 200                      | 191    |
| Hoa Kỳ Top Catalog Albums (Billboard)     | 41     |
| Hoa Kỳ Top R&B/Hip-Hop Albums (Billboard) | 72     |
| Bảng xếp hạng (2020)                      | Vị trí |
| Album Hà Lan (Album Top 100)              | 91     |
| Album Iceland (Tónlistinn)                | 89     |
| Hoa Kỳ Billboard 200                      | 168    |
| Hoa Kỳ Top Catalog Albums (Billboard)     | 35     |
| Hoa Kỳ Top R&B/Hip-Hop Albums (Billboard) | 57     |
| Bảng xếp hạng (2021)                      | Vị trí |
| Album Hà Lan (Album Top 100)              | 73     |
| Album Iceland (Tónlistinn)                | 89     |
| Hoa Kỳ Billboard 200                      | 178    |
| Hoa Kỳ Top Catalog Albums (Billboard)     | 41     |
| Hoa Kỳ Top R&B/Hip-Hop Albums (Billboard) | 63     |
| Bảng xếp hạng (2022)                      | Vị trí |
| Album Hà Lan (Album Top 100)              | 65     |
| Hoa Kỳ Billboard 200                      | 176    |
| Hoa Kỳ Top Catalog Albums (Billboard)     | 42     |
| Hoa Kỳ Top R&B/Hip-Hop Albums (Billboard) | 57     |
| Bảng xếp hạng (2023)                      | Vị trí |
| Album Hungaria (MAHASZ)                   | 98     |
| Hoa Kỳ Billboard 200                      | 186    |
| Hoa Kỳ Top R&B/Hip-Hop Albums (Billboard) | 58     |

| Bảng xếp hạng                         | Vị trí |
| ------------------------------------- | ------ |
| Hoa Kỳ Top Holiday Albums (Billboard) | 3      |

## Chứng nhận
| Quốc gia | Chứng nhận  | Số đơn vị/doanh số chứng nhận |
| --- | ----------- | ----------------------------- |
| Úc (ARIA) | 7× Bạch kim | 490.000‡                      |
| Áo (IFPI Áo) | Vàng        | 25.000*                       |
| Canada (Music Canada) | 3× Bạch kim | 300.000‡                      |
| Đan Mạch (IFPI Đan Mạch) | 4× Bạch kim | 80.000‡                       |
| Đức (BVMI) | Vàng        | 250.000^                      |
| Iceland (FHF) | Vàng        | 2,500                         |
| Italy Doanh số 1994-1995 | —           | 200,000                       |
| Ý (FIMI) Doanh số từ năm 2009 | 2× Bạch kim | 100.000‡                      |
| Nhật Bản (RIAJ) | 2× Triệu    | 2,800,000                     |
| Hà Lan (NVPI) | Bạch kim    | 100.000^                      |
| New Zealand (RMNZ) | 2× Bạch kim | 30.000^                       |
| Na Uy (IFPI) | 3× Bạch kim | 60.000*                       |
| Singapore (RIAS) | Bạch kim    | 10.000*                       |
| Hàn Quốc (KMCA) | —           | 523,503                       |
| Thụy Sĩ (IFPI) | Vàng        | 25.000^                       |
| Anh Quốc (BPI) | Bạch kim    | 320,000                       |
| Hoa Kỳ (RIAA) | 9× Bạch kim | 9.000.000‡                    |
| Tổng hợp |             |                               |
| Châu Âu (IFPI) | Bạch kim    | 1.000.000*                    |
| Toàn cầu | —           | 18,000,000                    |
| * Chứng nhận dựa theo doanh số tiêu thụ. ^ Chứng nhận dựa theo doanh số nhập hàng. ‡ Chứng nhận dựa theo doanh số tiêu thụ và phát trực tuyến. |             |                               |